# Thirunindravur
Thirunindravur là một thị xã của quận Thiruvallur thuộc bang Tamil Nadu, Ấn Độ.

## Nhân khẩu
Theo điều tra dân số năm 2001 của Ấn Độ, Thirunindravur có dân số 29.395 người. Phái nam chiếm 50% tổng số dân và phái nữ chiếm 50%. Thirunindravur có tỷ lệ 81% biết đọc biết viết, cao hơn tỷ lệ trung bình toàn quốc là 59,5%: tỷ lệ cho phái nam là 86%, và tỷ lệ cho phái nữ là 77%. Tại Thirunindravur, 9% dân số nhỏ hơn 6 tuổi.